# Ксенояннакопулу, Марилиза
Мария-Элиза (Марилиза) Ксенояннакопулу (греч. Μαρία-Ελίζα (Μαριλίζα) Ξενογιαννακοπούλου, род. 20 февраля 1963, Афины) — греческий юрист, политический и государственный деятель. Член партии СИРИЗА. Действующий депутат парламента Греции с 7 июля 2019 года. В прошлом — министр административной реформы (2018—2019), первый заместитель министра иностранных дел Греции (2010—2012), министр здравоохранения и социальной солидарности (2009—2010), депутат парламента Греции (2007—2012), депутат Европейского парламента (2004—2007).

## Биография
Родилась 20 февраля 1963 в Афинах.
В 1985 году окончила юридический факультет Афинского университета. В 1986 году получила диплом DEA по публичному праву в Университете Париж 1 Пантеон-Сорбонна.
Много лет работала в европейских институтах в Брюсселе, в Европейском парламенте, в секретариате Социалистической группы (1986—1995) и в Европейской комиссии (1995—1999).
По итогам выборов в Европейский парламент 2004 года избрана депутатом, покинула Европарламент в сентябре 2007 года после избрания в парламент Греции, её заменила Анни Подимата.
С юности активно участвовала в студенческом движении, в ПАСП и ПАСОК. Член отдела международных связей Молодежного комитета ПАСОК (1983—1985) и член правления Ассоциации студентов-юристов (1982—1983). Была членом отдела международных отношений ПАСОК (1985—1999) и заместителем секретаря сектора местного самоуправления (1999—2005). Представитель ПАСОК в Социалистическом интернационале (1990—1992) и в Бюро Союза европейских социалистических партий (1989—1991). В 1994—2005 годах — член ЦК ПАСОК, в 2005—2012 годах — член Национального совета ПАСОК, в 2005—2006 годах — секретарь Национального совета ПАСОК.
По итогам парламентских выборов 2007 года впервые избрана депутатом парламента от ПАСОК в избирательном округе Афины Б. Переизбрана на выборах 2009 года.
7 октября 2009 года получила портфель министра здравоохранения в правительстве Йоргоса Папандреу. После перестановок 7 сентября 2010 года вступила в должность первого заместителя министра иностранных дел по европейским делам. Сохранила должность в правительстве Лукаса Пападимоса.
В знак протеста против кредитного соглашения с Европейским союзом, которое правительство Пападимоса планировало провести через парламент в воскресенье, 12 февраля 2012 года, подала в пятницу, 10 февраля прошение об отставке. Всего из правительства ушли шесть членов. Парламент в понедельник, 13 февраля одобрил многолетнюю программу бюджетной экономии и сокращения расходов, в обмен «тройка» международных кредиторов (Еврокомиссия, ЕЦБ и МВФ) предоставила второй пакет помощи на 130 миллиардов евро. 44 депутата правящей коалиции (ПАСОК и «Новая демократия») проголосовали против данного соглашения и, как следствие, были исключены из своих фракций за нарушение партийной дисциплины. Среди них — Марилиза Ксенояннакопулу.
В понедельник, 5 ноября 2012 года премьер-министр Антонис Самарас внёс законопроект, предусматривающий сокращение расходов на 13,5 миллиарда евро в обмен на очередной транш кредитов объемом в 31,5 миллиарда евро от ЕС и МВФ. Законопроект предусматривал снижение зарплат и пенсий, пересмотр системы социального обеспечения и увольнение госслужащих. В четверг, 8 ноября парламент принял законопроект. Перед голосованием Марилиза Ксенояннакопулу вышла из партии ПАСОК.
После перестановок в правительстве Алексиса Ципраса (СИРИЗА) 28 августа 2018 года Марилиза Ксенояннакопулу стала министром административной реформы и сменила Ольгу Геровасили, назначенную министром защиты граждан. Находилась в должности до окончания полномочий правительства в июле 2019 года.
По итогам парламентских выборов 2019 года избрана в избирательном округе Б1 Северных Афин депутатом парламента от партии СИРИЗА.
Владеет английским и французскими языками.